# Gabinete Monte Alegre
O Gabinete Monte Alegre, apelidado de Gabinete Miguelista, foi o ministério formado pelo Partido Conservador em 6 de outubro de 1849 e dissolvido em 11 de maio de 1852. Foi chefiado por José da Costa Carvalho, Visconde de Monte Alegre, sendo o 5º gabinete do Império do Brasil após o estabelecimento do Decreto n.º 523 de 1847. Foi antecedido pelo Gabinete Olinda I e sucedido pelo Gabinete Itaboraí I.

## Contexto
Segundo Sérgio Buarque de Holanda (2004):
O décimo Gabinete - que foi chamado miguelista, por nascer no dia de São Miguel Arcanjo - tem a Presidência de Olinda até 6 de outubro de 1849, quando a transfere a Mont’Alegre, que já era Ministro do Império do mesmo Gabinete e que se recusara a aceitar sua Presidência no início, quando convocado pelo Imperador. Governo mais decidido se impõe com esse Ministério. [...] Era um Gabinete exclusivamente conservador, constituído, em princípio, pelo Presidente do Conselho, pois, de acordo com o decreto de 20 de julho de 1847, que criara o cargo, lhe cabia a escolha de cada ministro, antes feita pela Coroa. [...] O certo é que o Ministério, com a desculpa de trabalhos, não comparece à Câmara, que protesta inutilmente. Era impossível o diálogo dos dois poderes, pois o Gabinete era de conservadores, e a maioria da Câmara, ainda no primeiro ano da legislatura, era liberal.

## Composição
O gabinete foi composto da seguinte forma:
- Presidente do Conselho de Ministros: José da Costa Carvalho, Visconde de Monte Alegre.
- Ministro dos Negócios do Império: José da Costa Carvalho.
- Ministro da Justiça: Eusébio de Queirós Coutinho Matoso da Câmara.
- Ministro dos Estrangeiros: Paulino José Soares de Sousa.
- Ministro da Fazenda: Joaquim José Rodrigues Torres.
- Ministro da Marinha: Manuel Vieira Tosta.
- Ministro da Guerra: Manuel Felizardo de Sousa e Melo.

## Programa de governo
O gabinete apresentou o seguinte programa de governo:
- Sustentar e executar plenamente a Constituição e as leis.
- Aumentar a força de Exército e Marinha.
- Estabilizar o meio circulante.
- Incentivar a imigração.
- Reformar o sistema eleitoral.
- Fortalecer as municipalidades.
- Regular a administração provincial.
- Promover a educação popular.
- Aperfeiçoar a formação do clero.

## Legislação aprovada
O gabinete aprovou a seguinte legislação:
- Decreto nº 648 de 10 de novembro de 1849: Manda executar o regulamento sobre corretores.
- Decreto nº 655 de 28 de novembro de 1849: Regula a execução da Lei de 9 de setembro de 1830 e o Art. 44º da Lei nº 369 de 18 de setembro de 1845 (contratos com as ordens religiosas e permuta de bens de raiz por apólices).
- Decreto nº 663 de 24 de dezembro de 1849: Cria uma comissão de melhoramentos do material do Exército.
- Decreto nº 533 de 25 de abril de 1850: Autoriza o governo a despender até a quantia de 100:000$ nas medidas tendentes a obstar a propagação da epidemia reinante e nos socorros dos enfermos, necessitados, etc.
- Decreto nº 537 de 15 de maio de 1850: Aprova o contrato celebrado com a sociedade colonizadora de Hamburgo para a fundação de uma colônia agrícola em terras pertencentes no dote da Princesa, a Sra. D. Francisca, na Província de Santa Catarina.
- Lei nº 542 de 31 de maio de 1850: Autoriza o governo para substituir algumas ou todas as classes de valores de papel, que atualmente serve de meio circulante, por notas de giro limitado.
- Lei nº 556 de 25 de Janeiro de 1850: Do código comercial do Império do Brasil.
- Lei nº 582 de 5 de setembro de 1850: Eleva a comarca do Alto Amazonas, na Província do Grão-Pará, à categoria de província, com a denominação de Província do Amazonas.
- Decreto nº 583 de 5 de setembro de 1850: Manda executar a resolução legislativa que autoriza o governo para determinar o número e localidades dos cemitérios públicos, que convenha estabelecer nos subúrbios do Rio de Janeiro.
- Lei nº 585 de 6 de setembro de 1850: Regula o acesso aos postos de oficiais das diferentes armas do Exército.
- Decreto nº 598 de 14 de setembro de 1850: Concede ao Ministério do Império um crédito extraordinário de duzentos contos de réis para ser despendido com os trabalhos do melhoramento sanitário da capital e das outras povoações do Império.
- Lei nº 601 de 18 de setembro de 1850: Lei de Terras, sobre as terras devolutas do Império e acerca das que são possuídas por título de sesmaria etc., etc.
- Lei nº 602 de 19 de outubro de 1850: Dá nova organização à Guarda Nacional do Império.
- Decreto nº 681 de 10 de julho de 1850: Manda executar o regulamento do imposto do selo, e de sua arrecadação.
- Decreto nº 887 de 26 de julho de 1850: Estabelece regra sobre as nomeações, remoções e vencimentos dos juízes de direito, e classificação das comarcas nas três diferentes estâncias.
- Decreto nº 692 de 25 de agosto de 1850: Explica as disposições do alvará de 16 de dezembro de 1790 sobre a concessão da Ordem de São Bento de Avis aos oficiais do Exército.
- Decreto nº 696 de 5 de setembro de 1850: Dando instruções para eleição de deputados e suplentes do tribunal do comércio.
- Decreto nº 697 de 10 de setembro de 1850: Reforma a capela imperial, e catedral do bispado do Rio de Janeiro.
- Decreto nº 707 de 9 de outubro de 1850: Regula o modo por que devem ser processados pelos juízes municipais e julgados pelos de direito os crimes de que trata a Lei nº 562 de 2 de julho de 1850.
- Decreto nº 708 de 14 de outubro de 1850: Lei Eusébio de Queirós, regula a execução da Lei de 7 de novembro de 1831, que estabelece medidas para repressão do tráfico de africanos neste Império.
- Decreto nº 710 de 16 de outubro de 1850: Manda executar o regulamento sobre manifestos das embarcações de cabotagem.
- Decreto nº 713 de 18 de outubro de 1850: Estabelece uma escola de exercícios práticos de artilharia e de outras armas para o corpo de imperiais marinheiros.
- Decreto nº 722 de 25 de outubro de 1850: Contém instruções para execução da Lei nº 602 de 10 de setembro de 1850 (nova organização da Guarda Nacional).
- Decreto nº 729 de 9 de novembro de 1850: Aprova e manda executar o regulamento para fundação de colônias militares em Pernambuco e Alagoas.
- Decreto nº 731 de 14 de novembro de 1850: Regula a execução da Lei nº 581 sobre repressão do tráfico de africanos neste Império.
- Decreto nº 736 de 20 de novembro de 1850: Reforma o Tesouro Público Nacional e as Tesourarias de Fazenda.
- Decreto nº 737 de 25 de novembro de 1850: Determina a ordem do juízo no processo comercial.
- Decreto nº 738 de 25 de novembro de 1850: Dá regulamento para os tribunais do comércio e para o processo das quebras.
- Decreto nº 739 de 25 de novembro de 1850: Manda observar o plano para organização do corpo de saúde da Armada, alterando o regulamento de 23 de abril de 1849.
- Decreto nº 747 de 24 de dezembro de 1850: Aprova o regulamento para a repartição eclesiástica do Exército.
- Decreto nº 608 de 16 de agosto de 1851: Autoriza o governo para dar novos estatutos aos cursos jurídicos e às escolas de medicina, assim como a criar mais duas cadeiras: direito administrativo e direito romano.
- Lei nº 614 de 22 de agosto de 1851: Organiza o corpo diplomático brasileiro.
- Decreto nº 630 de 17 de setembro de 1851: Autoriza o governo para reformar o ensino primário e secundário do município da Corte.
- Lei nº 631 de 18 de setembro de 1851: Determina a pena e o processo para alguns crimes militares.
- Decreto nº 634 de 20 de setembro de 1851: Cria no Rio Grande do Sul um curso de infantaria e cavalaria.
- Decreto nº 797 de 18 de junho de 1851: Manda executar o regulamento para organização do censo geral do Império.
- Decreto nº 798 de 18 de junho de 1851: Manda executar o regulamento do registro dos nascimentos e óbitos (por Decreto nº 907 de 29 de janeiro de 1852 foi suspensa a execução destes dois regulamentos nº 797 e 798).
- Decreto nº 801 de 2 de julho de 1851: Autoriza a organização do Banco do Brasil e aprovando os seus estatutos, com algumas alterações.
- Decreto nº 805 de 15 de julho de 1851: Cria o comando superior da Guarda Nacional do município da Corte etc. e determinando como ela se há de organizar, tanto para o serviço ativo como para o da reserva.
- Decreto nº 806 de 26 de julho de 1851: Estabelece o regimento para os corretores da praça do comércio do Rio de Janeiro.
- Decreto nº 812 de 14 de agosto de 1851: Marca os distintivos dos oficiais inferiores da Guarda Nacional.
- Decreto nº 828 de 29 de setembro de 1851: Manda executar o regulamento da junta de higiene pública.
- Decreto nº 834 de 2 de outubro de 1851: Dá regulamento para as correções.
- Decreto nº 855 de 8 de novembro de 1851: Regula as isenções e instruções dos agentes consulares estrangeiros no Império, etc. e o modo por que se hão de haver na arrecadação e administração das heranças dos súditos de suas nações dado o caso de reciprocidade.
- Decreto nº 858 de 10 de novembro de 1851: Estabelece regulamento para os agentes de leilão da Praça do Rio de Janeiro.
- Decreto nº 863 de 17 de novembro de 1851: Estabelece regulamento para intérpretes do comércio do Rio de Janeiro.
- Decreto nº 870 de 22 de novembro de 1851: Dá regulamento às Tesourarias de Fazenda.
- Decreto nº 895 de 31 de dezembro de 1851: Manda executar o regulamento sobre o uso, preparo e venda de papel selado.